# Leclercia
Genre
Leclercia est un genre de bacilles Gram négatifs (BGN) de la famille des Enterobacteriaceae. Son nom fait référence au microbiologiste Henri Leclerc qui fut le premier à décrire l'espèce type du genre,.

## Taxonomie
Ce genre est créé en 1987 par reclassement de l'espèce Escherichia adecarboxylata, déjà comptée parmi les Enterobacteriaceae.
Jusqu'en 2016 il était rattaché par des critères phénotypiques à la famille des Enterobacteriaceae. Malgré la refonte de l'ordre des Enterobacterales par Adeolu et al. en 2016 à l'aide des techniques de phylogénétique moléculaire, Leclercia reste dans la famille des Enterobacteriaceae dont le périmètre redéfini compte néanmoins beaucoup moins de genres qu'auparavant.

## Liste d'espèces
Selon la LPSN (1er novembre 2022) :
- Leclercia adecarboxylata (Leclerc 1962) Tamura et al. 1987 – espèce type[2]
- Leclercia pneumoniae Hönemann et al. 2022